# Władysław Malecki

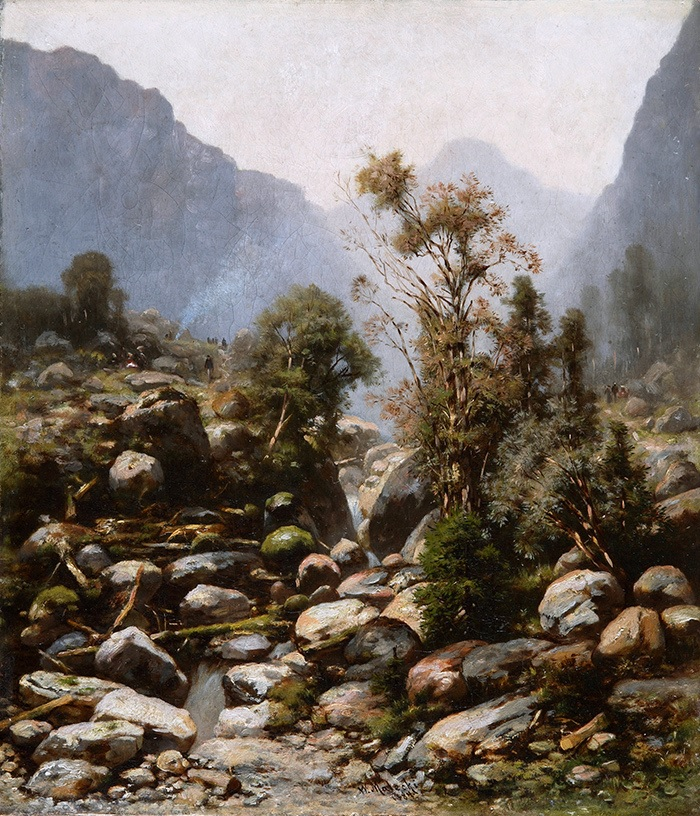
Phong cảnh núi non

Władysław Aleksander Malecki (sinh ngày 3 tháng 1 năm 1836 tại Masłów - mất ngày 5 tháng 3 năm 1900 tại Szydłowiec) là một họa sĩ vẽ tranh phong cảnh người Ba Lan theo phong cách chủ nghĩa hiện thực.

## Tiểu sử
Władysław Aleksander Malecki sinh ra trong một gia đình quý tộc nghèo khó. Cha ông làm thư ký chính phủ, đảm nhận tính toán thu nhập từ các trang trại và nhà máy công nghiệp. Sau khi đứa con thứ hai ra đời, cả gia đình chuyển đến Suchedniów. Tại đây, cha ông làm thủ quỹ cho một công ty khai thác mỏ.
Malecki bắt đầu làm nhà trang trí sân khấu cho Antonio Sacchetti (1790-1870). Antonio Sacchetti là một nhà thiết kế bối cảnh người Ý, ông đã đến Ba Lan vào năm 1835. Sau đó, trong các năm 1852-1856, Malecki theo học tại Trường Mỹ thuật ở Warsaw. Tại đây, ông làm học trò của họa sĩ Chrystian Breslauer.
Malecki được nhận học bổng nên có thể đi du học. Đầu tiên ông học tại Đại học Nghệ thuật Ứng dụng ở Vienna, tiếp đến tại Học viện Mỹ thuật, Munich. Ở đây, ông làm học trò của họa sĩ Eduard Schleich. Chính trong thời điểm này ông quyết định toàn tâm toàn ý với sự nghiệp vẽ tranh phong cảnh. Sau khi tốt nghiệp vào năm 1879, ông đi du lịch nhiều nơi và vẽ tranh tại khắp miền Bavaria, Tirol và dãy Alps.

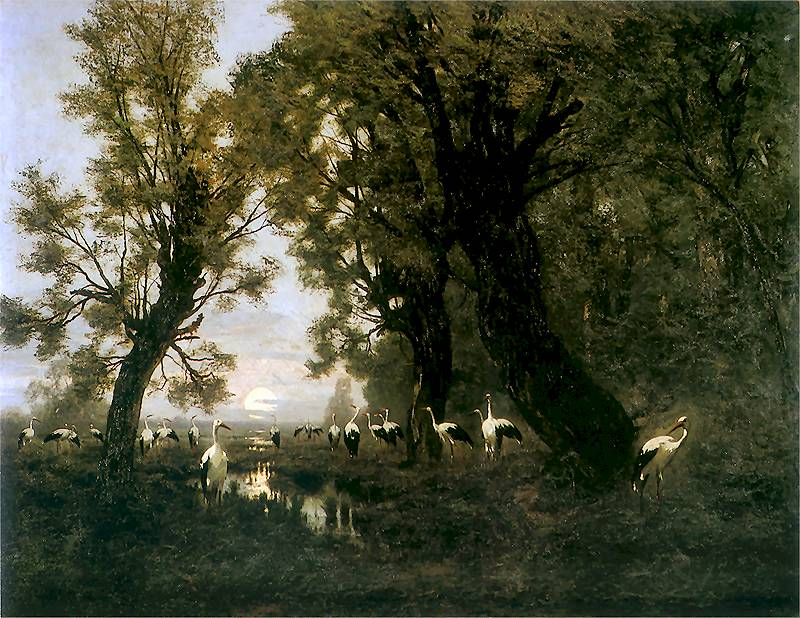
Đàn cò

Tranh của Malecki ít được công nhận ở Ba Lan dù ông đã giành được một số huy chương tại các triển lãm ở London và Vienna trong thập niên 1870. Năm 1880, ông trở lại Ba Lan. Ông không tìm được một công việc ổn định với nghề họa sĩ trang trí nên ông chuyển sang dạy mỹ thuật tại một trường tư ở Koło.
Ông vẫn thường xuyên đi du lịch và vẽ tranh ngoài trời trên dãy núi Świętokrzyskie. Có một khoảng thời gian ngắn ông đã trở lại Munich. Vào đầu những năm 1890, ông quay về Ba Lan và tiếp tục dạy học, nhưng tình hình tài chính của ông tiếp tục xấu đi.
Malecki lang thang qua một số thành phố nhỏ mà không kiếm được nghề nào để trang trải cuộc sống. Mãi đến năm 1898, Thị trưởng của Szydłowiec, vốn là người thích các tác phẩm của Malecki, đã cho phép ông cư ngụ và đặt xưởng vẽ của mình ở tháp chuông của Tòa thị chính. Hai năm sau ông mất tại đó, nguyên nhân có thể là do bị đói và kiệt sức.